# Lycocarpus
Lycocarpus là chi thực vật có hoa trong họ Cải.